# اين ميلر
اين ميلر (بالإنجليزية: Wayne F. Miller)‏ (و. 1918 – 2013 م) هو ضابط، ومصور، ومصور حربي ‏ أمريكي، ولد في شيكاغو، توفي في أوريندا، كونترا كوستا، كاليفورنيا، عن عمر يناهز 95 عاماً.

## التعليم
تعلم في جامعة إلينوي ‏، وتعلم في جامعة إلينوي في إربانا-شامبين
.

## الخدمة العسكرية
خدم في بحرية الولايات المتحدة.

## جوائز
حصل على جوائز منها:

زمالة غوغنهايم